# 後藤隆幸
後藤 隆幸（ごとう たかゆき、1960年8月7日 - ）は、日本の男性アニメーター、キャラクターデザイナー。Production I.G所属。秋田県出身。
秋田県立能代工業高等学校、国際アニメーション研究所卒業。

## 来歴・人物
1979年の劇場アニメ映画『銀河鉄道999』を見てアニメ業界を志す。高校卒業後、サラリーマンになるが、上京して国際アニメーション研究所へ入学。アニメの背景美術を志したが、同校がアニメーターを養成していたため、卒業後にドラゴンプロダクションへ入社してアニメーターとなる。作画スタジオのタマ・プロダクションを経て、東映動画やタツノコプロの作品に参加。特に1986年のテレビアニメ『ドテラマン』はオープニングとエンディングの作画をした以外に、ゲストキャラクターのサイコーユ鬼をデザイン。これは、後藤が当時ファンだった女優・歌手の斉藤由貴を模したもので、アニメ雑誌『アニメージュ』では後藤隆由貴のペンネームで4コマ漫画『こまったユ鬼ちゃん』を連載、後藤の名を浸透させるきっかけとなった。
1988年のテレビアニメ『赤い光弾ジリオン』ではキャラクターデザインを任せられ、後藤にとってこれが出世作となった。『赤い光弾ジリオン』終了後に、タツノコ制作分室の石川光久とともに有限会社アイジータツノコ（現・Production I.G）を設立、後藤も取締役として経営に加わった。石川が制作担当を務めたタツノコプロ作品『昭和アホ草紙あかぬけ一番!』、『ドテラマン』、『光の伝説』、『赤い光弾ジリオン』に立て続けに参加し、後述の後藤が主宰するスタジオ鐘夢の部屋を間借りした間柄であった。後藤は第1スタジオを統括し、作画部門の責任者としてアニメーターの採用や育成にも尽力した。
絵柄は丸みを帯びており、本人は『Gu-Guガンモ』『はーいステップジュン』『ピュア島の仲間たち』などの丸っこいキャラクターばかり描いたためではないかと語っている。
押井守からは、「彼の手掛けるデザインは骨格がはっきりしていて、デッサンがしっかりしている。幅というか、ある種の曖昧さがあるので、どうにでも変えられる楽しさ・やりがいがありますね」と評されている。
「宇宙戦艦ヤマト2199」第四章以降の第2週目鑑賞者（第七章に関しては第1週と第2週）に配付された「森雪コレクションポストカード」で「晴れ着・森雪」を始めに「季節の森雪」を描いている。
2020年、Production I.Gの役員人事異動に伴い、取締役を退任して経営からは退いた。2022年現在は、アニメーターとして引き続き同社に所属している。

## スタジオ鐘夢
スタジオ鐘夢（スタジオチャイム）は、後藤隆幸が主宰したアニメーションの制作集団である。1987年2月1日から12月15日まで存在した。鐘夢のネーミングは、後藤がファンだった斉藤由貴のアルバムのタイトルに由来する。
後に後藤と共にProduction I.Gを立ち上げることになる石川光久が設立したタツノコプロの制作分室の部屋に仕事場を間借りした。後藤隆幸のほか、数井浩子、四谷光宏、尾関和彦、華房泰堂、武田一也、谷澤泰史らのアニメーター、演出家の小林哲也といったタツノコプロで仕事をしたことのある後藤の仲間がフリーの立場で集った。タツノコプロのテレビアニメ『赤い光弾ジリオン』を手がけた他、スタジオぴえろの『きまぐれオレンジ☆ロード』、シンエイ動画の『エスパー魔美』、スタジオディーンの『めぞん一刻』、グループ・タックの『タッチ』『陽あたり良好!』など各制作会社のテレビアニメにメンバーが自由に参加した。
『赤い光弾ジリオン』が終了し、タツノコ製作分室がなくなるのを機会に、石川と共同で出資して、Production I.Gの前身となった有限会社アイジータツノコを設立。これによりスタジオ鐘夢は発展的に解散することになった。

## 参加作品

### テレビアニメ
1981年
- 名犬ジョリィ

1983年
- Gu-Guガンモ（作画監督・原画）

1986年
- 昭和アホ草紙あかぬけ一番!（作画監督）
- 光の伝説（作画監督・原画）
- ドテラマン（サブキャラクターデザイン・作画監督）

1987年
- きまぐれオレンジ☆ロード（作画監督・エンディングアニメーション）
- 赤い光弾ジリオン（キャラクターデザイン・作画監督）
- エスパー魔美（作画監督）

1991年
- 満ちてくる時のむこうに（キャラクターデザイン）

1996年
- 赤ちゃんと僕（キャラクターデザイン・作画監督）

1998年
- ポポロクロイス物語（1998年 - 1999年、キャラクターデザイン・作画監督）

1999年
- HUNTER×HUNTER（キャラクターデザイン・作画監督）

2001年
- パラッパラッパー（2001年 - 2002年、キャラクターデザイン・作画監督）

2002年
- 攻殻機動隊 STAND ALONE COMPLEX（作画監督）

2004年
- 攻殻機動隊 S.A.C. 2nd GIG（キャラクターデザイン・作画監督）
- お伽草子（原画）

2006年
- 攻殻機動隊 STAND ALONE COMPLEX Solid State Society（キャラクターデザイン・作画監督）

2007年
- 精霊の守り人（作画監督）

2009年
- 獣の奏者 エリン（キャラクターデザイン）

2011年
- BLOOD-C（総作画監督）

2012年
- 黒子のバスケ（総作画監督・作画監督）

2013年
- 黒子のバスケ（第2期、総作画監督・作画監督・作画監督補佐・原画）
- 宇宙戦艦ヤマト2199（総作画監督）

2017年
- 魔法陣グルグル（OP原画）

2018年
- 銀河英雄伝説 Die Neue These 邂逅（総作画監督・作画監督）

### 劇場アニメ
1988年
- めぞん一刻 完結篇（原画）

1989年
- 機動警察パトレイバー the Movie（原画）

1996年
- 新きまぐれオレンジ☆ロード そして、あの夏のはじまり（キャラクターデザイン）

1997年
- 新世紀エヴァンゲリオン劇場版 Air/まごころを、君に（原画）

1999年
- アキハバラ電脳組 2011年の夏休み（作画監督補佐）

2005年
- 劇場版xxxHOLiC 真夏ノ夜ノ夢（原画）

2008年
- スカイ・クロラ The Sky Crawlers（原画）

2009年
- チョコレート・アンダーグラウンド（キャラクターデザイン・総作画監督）
- 東のエデン 劇場版I The King of Eden（作画監督）

2010年
- 東のエデン 劇場版II Paradise Lost（作画監督・原画）

2023年
- 劇場版 SPY×FAMILY CODE: White（作画監督・原画）

### OVA
1989年
- 敵は海賊〜猫たちの饗宴〜（キャラクターデザイン・作画監督）

1990年
- NINETEEN 19（原画）
- しあわせのかたち（キャラクターデザイン・作画監督・原画）

1991年
- 乙姫CONNECTION（監督・キャラクターデザイン・作画監督）

1992年
- 電影少女 -VIDEO GIRL AI-（キャラクターデザイン・作画監督）
- HUMANE SOCIETY 〜人類愛に満ちた社会〜（SPECIAL THANKS）

1993年
- 流星機ガクセイバー（原画）
- ふぁんたじあ（原画）
- ぼくの地球を守って（キャラクターデザイン・総作画監督・作画監督）

1994年
- B.B.フィッシュ（キャラクターデザイン・総作画監督）

1998年
- Twilight Q 時の結び目 REFLECTION（原画）※後藤隆由貴名義

2002年
- HUNTER×HUNTER ORIGINAL VIDEO ANIMATION（キャラクターデザイン）

### ゲーム
1997年
- グランストリーム伝紀（キャラクターデザイン）

2002年
- シルクとコットン（キャラクターデザイン・クリーチャーデザイン総監修）